# Хусейн-шах II
Хусейн-шах II (д/н — 1586) — 25-й султан Кашміру в 1586 році.

## Життєпис
Походив з династії Чаків. Онук султана Газі-шаха, син Айба Хана. 1572 року його батька булов бито спадкоємцем трону Юсуф Ханом, який підозрював Айбу в спробі зайняти його місце.
1586 року під час вторгнення могольських військ разом з Шамсом Ганаї очолив спротив. В цей час султан Якуб-шах зазнав поразки і втік до Кіштвара. Хусейн завдав поразки супротивникам, полонивши очільника Якуба Сафрі, за цим зайняв Срінагар, де оголосив себе султаном Хусейн-шахом II.
Але він панував лише 4 дні. В розпалподій з в'язниці втік давній заколотник Шамс Чак. Той отримавпідтримкуклану Чадурів, за допомогою яких повалив султана. Втім не втиг оголосити себе правителем, оскільки моголи на чолі із Касім-ханом перейшли у наступ. В битвіна перевалі Гастівандж 10жовтня 1586 року Шамс Чак зазнав поразки, а 14 жовтня моголи зайняли Срінагар.
Сам Хусейн-шах II відступив до Гірапура. В подальшому діяв спільно з Якуб-шахом і Шамс Чаком проти моголів. Під час боїв за Срінагар був схоплений і страчений за наказом Якуб-шаха.